# Judd Buchanan
J. Judd Buchanan, PC OC (* 25. Juli 1929 in Edmonton, Alberta) ist ein kanadischer Unternehmer, Versicherungsvertreter und Politiker der Liberalen Partei Kanadas, der Abgeordneter des Unterhauses und Minister war.

## Leben
Nach dem Schulbesuch absolvierte Buchanan ein Studium, das er mit einem Bachelor of Arts (B.A.) abschloss. Ein anschließendes postgraduales Studium im Fach Management beendete er mit einem Master of Business Administration (M.B.A.) sowie ein weiteres Studium der Rechtswissenschaften mit einem Doktor der Rechte (LL.D.). Anschließend war er als Agent von Lebensversicherungen sowie als Unternehmer tätig.
Seine politische Laufbahn begann er als Mitglied des Schulrates (School Board) von London, dem er zwischen 1966 und 1968 angehörte. Bei der Unterhauswahl vom 25. Juni 1968 wurde Buchanan als Kandidat der Liberalen Partei erstmals zum Abgeordneten in das Unterhaus gewählt und vertrat in diesem bis zu seinem Mandatsverzicht im August 1980 den Wahlkreis London West.
Im Oktober 1970 übernahm er sein erstes Regierungsamt als Parlamentarischer Sekretär des Ministers für Indianerangelegenheiten und nördliche Entwicklung, ehe er danach von Februar bis September 1972 Parlamentarischer Sekretär beim Finanzminister war.
Nachdem er vom 4. Januar 1973 bis zum 9. Mai 1974 Vorsitzender des Ständigen Unterhausausschusses für Indianerangelegenheiten und nördliche Entwicklung war, wurde er am 8. August 1974 von Premierminister Pierre Trudeau in das 20. Kabinett Kanadas berufen, und zwar zunächst bis zum 13. September 1976 als Minister für Indianerangelegenheiten und nördliche Entwicklung sowie danach bis zum 23. November 1978 als Minister für öffentliche Arbeiten, ehe er zuletzt zwischen dem 24. November 1978 und dem Ende von Trudeaus Amtszeit am 3. Juni 1979 Präsident des Schatzamtes war. Zeitgleich war er vom 16. September 1977 bis zum 23. November 1978 auch Staatsminister für Wissenschaft und Technologie.
Nach seinem Ausscheiden aus dem Parlament kehrte er in die Privatwirtschaft zurück und wurde Präsident und Chief Executive Officer des in Calgary ansässigen Unternehmens CNG Fuels Ltd. 1995 wurde er Vorsitzender der zur Förderung des Tourismus in Kanada gegründeten Canadian Tourism Commission und bekleidete diese Funktion bis zum 2. Dezember 2002.
Für seine jahrzehntelangen Verdienste in Politik und Wirtschaft wurde Buchanan am 15. November 2000 zum Officer des Order of Canada ernannt.